# Saint George's (Bermudes)
Saint George's (oficialment, Town of Saint George, o Saint George's Town) està situada a l'illa del mateix nom, a les Bermudes, i va ser el primer assentament permanent de l'arxipèlag. El centre històric de St. George i fortificacions associades està inscrit a la llista del Patrimoni de la Humanitat de la UNESCO des del 2000.

## Història

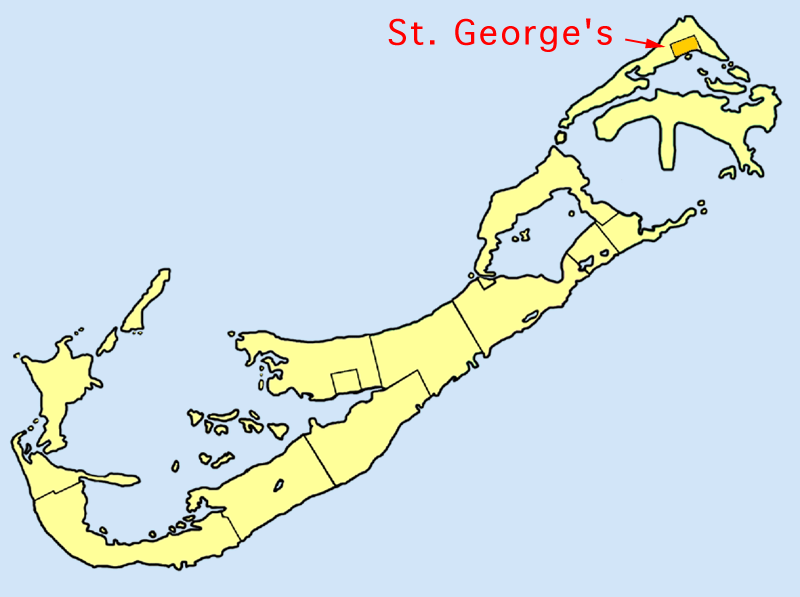
Localització de Saint George's en les Bermudes

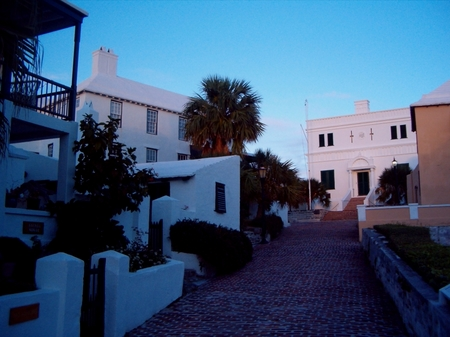
State House, seu del Parlament de les Bermudes a St. George's des del 1620 fins al 1815

La ciutat té un importància històrica considerable. No sols va tenir un rol destacat en la història de les Bermudes (en va ser la capital fins al 1815, data en què el govern es va traslladar a Hamilton), sinó que també va ajudar a la formació dels Estats Units. Durant la Guerra de la Independència dels Estats Units, els habitants de les Bermudes van robar la pólvora dels forts que protegien Saint George's i la van fer arribar a George Washington. També és probable que els seus habitants allarguessin la Guerra Civil americana gràcies al comerç de béns i municions als Estats Confederats d'Amèrica.
Avui dia, Saint George's no s'ha vist afectada pel boom econòmic que ha remodelat la capital, Hamilton. La majoria dels edificis van ser construïts entre els segles XVII i XIX, i és per això que les autoritats han evitat que s'hi fessin modificacions excessives: per exemple, les línies elèctriques i telefòniques estan soterrades, i els fanals respecten l'estil de l'època.